# Vienna Open 1988
Il Vienna Open 1988, noto anche come Bank Austria Tennis Trophy per motivi di sponsorizzazione, è stato un torneo di tennis giocato sul sintetico indoor della Wiener Stadthalle a Vienna, in Austria. È stata la 14ª edizione del torneo, faceva parte del Nabisco Grand Prix 1988 e si è giocato dal 17 al 24 ottobre 1988.

## Campioni

### Singolare maschile
Horst Skoff ha battuto in finale  Thomas Muster 4–6, 6–3, 6–4, 6–2

### Doppio maschile
Alex Antonitsch /  Balázs Taróczy hanno battuto in finale  Kevin Curren /  Tomáš Šmíd 4–6, 6–3, 7–6